# Мартен, Жером-Мишель-Франсис
Жеро́м-Мише́ль-Франси́с Марте́н (фр. Jérôme-Michel-Francis Martin, 10 июня 1941 года, Шамбери, Франция — 4 декабря 2009 года, Лимож, Франция) — католический прелат, второй епископ Берберати с 3 октября 1987 года по 17 июня 1991 года. Член монашеского ордена капуцинов.

## Биография
Родился в 1941 году во французском городе Шамбери. После получения среднего образования вступил в монашеский орден капуцинов. 26 июня 1966 года принёс монашеские обеты. 29 июня 1967 года был рукоположён в священники.
3 октября 1987 года Римский папа Иоанн Павел II назначил его епископом Бергерати. 24 января 1988 года состоялось его рукоположение в епископы, которое совершил архиепископ Шамбери Клод Фед в сослужении с епископом Анси Губером Мари Пьером Домиником Барбьером и титулярным епископом Джуфы Эдуаром Мато.
17 июня 1991 года подал в отставку.